# Thomas H. Kerr junior
Thomas Henderson Kerr junior (* 3. Januar 1915 in Baltimore; † 26. August 1988 in Washington, D.C.) war ein US-amerikanischer Komponist und Musikpädagoge.

## Leben
Der Sohn des Komponisten Thomas H. Kerr senior war Schüler von William Llewellyn Wilson an der Douglass High School, aus der auch der Komponist Mark Fax, die Sängerin Anne Browne und der Jazzmusiker Cab Calloway hervorgingen. Er nahm Klavierunterricht und erlernte autodidaktisch das Orgelspiel. Vierzehnjährig wirkte er als Kirchenorganist und trat in Clubs in der Pennsylvania Avenue auf. An der Eastman School of Music war er Klavierschüler von Cecile Genhardt. Er erlangte den Bachelorgrad im Fach Klavier und den Mastergrad im Fach Musiktheorie.
Zunächst war Kerr Dozent am Knoxville College. 1942 berief ihn Warner Lawson als Lehrer für Musiktheorie an die Howard University. Außer einer Zeit an der Eastman School war er sein Leben lang Professor für Komposition und Leiter des Departments für Klavier an der Howard University. Er komponierte Werke für Soloinstrumente (insbesondere Klavier und Orgel), Kammermusik, Lieder und Chorwerke und ein  Werk für Instrumentalensemble. Eine Oper über das Leben Frederick Douglass’ blieb unvollendet.

## Quelle
- Selected Piano Music of Thomas H. Kerr, Jr. - Selected Piano Music of Thomas H. Kerr, Jr.

| Personendaten    | Personendaten                                 |
| ---------------- | --------------------------------------------- |
| NAME             | Kerr, Thomas H. junior                        |
| ALTERNATIVNAMEN  | Kerr, Thomas Henderson                        |
| KURZBESCHREIBUNG | US-amerikanischer Komponist und Musikpädagoge |
| GEBURTSDATUM     | 3. Januar 1915                                |
| GEBURTSORT       | Baltimore                                     |
| STERBEDATUM      | 26. August 1988                               |
| STERBEORT        | Washington, D.C.                              |